# Closterium jenneri
Closterium jenneri  là một loài Song tinh tảo trong họ Desmidiaceae, thuộc chi Closterium.